# Salvador Trullols i Olesa
Salvador Trullols i Olesa (Mallorca, s. XVII-XVIII). Militar mallorquí, cabdill de l'aixecament austriacista esdevingut a la ciutat de Mallorca el setembre de 1706. Era fill de Joan Trullols i Sureda i de Beatriu Olesa i Ballester. Pertanyia a la branca dels Trullols coneguda com els "Trullols del Mercat", per tenir la casa pairal a la plaça del Mercat de la ciutat. Era cunyat de Joan Torrella i Ballester, autor amb el seu fill Agustí Torrella i Trullols d'un conjunt de notes manuscrites conegudes com "L'Olla podrida".

## La revolta austriacista del setembre de 1706
Un cop decidida la conquesta de Mallorca en un consell de guerra de Carles III celebrat el 9 d'agost de 1706 a Guadalajara es va passar a preparar l'expedició, en la qual hi anà com a plenipotenciari Joan Antoni de Boixadors Pacs i de Pinós, baró de Vallmoll, Bunyolí i comte de Savellà. El setembre de 1706, l'esquadra aliada formada per 35 vaixells, es va dirigir a Eivissa, que va capitular el 19 de setembre. Sis dies després la flota es va presentar, el 25 de setembre, davant les murades de la ciutat de Mallorca. Aleshores es va produir un avalot austriacista, capitanejat per Salvador Trullols, en un dels barris marítims de la Ciutat, on nombrosos partidaris de Carles d'Àustria l'aclamaren com a rei, i es dirigiren cap al Born al crit de "Visca Carles III i morin els botiflers". El Jurat en Cap Marc Antoni Cotoner i Sureda intentà oposar-se als amotinats. L'objectiu dels filipistes era acabar amb el dirigent de la revolta, i el Magistrat Dionís Roger disparà dues vegades contra Salvador Trullols sense èxit. En resposta, els austriacistes feriren el Magistrat, intentaren assassinar el Lloctinent i quan el botifler Gabriel de Berga i Santacília, oficial de cavalleria, arribà amb uns altres trenta homes muntats a cavall, va disparar contra un dels sublevats, però aquest mateix li va respondre amb un tret al pit que el matà. El dia 27 de setembre el Gran i General Consell va decidir capitular. El 23 d'octubre de 1706 Salvador Trullols va ser nomenat governador del Castell de Bellver.

## La repressió
El 28 d'abril de 1716 Salvador Trullols va ser empresonat al Castell de Bellver. El 13 de setembre de 1716, quan el traslladaven desterrat cap a Valladolid, aconseguí fer-se escàpol als borbònics, i amb la seva esposa i el seu cunyat Dídac Costa i Arnau, va fugir cap a Menorca. Els seus béns varen ser expropiats (entre ells hi havia la Gran Albufera d'Alcúdia, Son Crespí de Manacor, la possessió d'Hospitalet també a Manacor i nou quartons al Cós de Felanitx).